# Это будут герои
«Это будут герои» (кит. 十三太保, букв. Тринадцать государевых наставников) — гонконгский фильм режиссёра Чжан Чэ 1970 года. Другие названия: «13 сыновей жёлтого дракона» (нем. Die 13 Söhne des gelben Drachen), «Герои».

## Сюжет
В конце девятого века в Китае династия Тан уже не имела полного контроля над империей, и столица Чанъань была разграблена антиправительственной армией Хуан Чао. Преданный династии Тан военачальник Ли Кэюн повёл свои войска для подавления восстания. Его тринадцать генералов — все приёмные сыновья — помогли изгнать Хуан Чао из Чанъаня, несмотря на то, что разногласия между некоторыми братьями усиливались. После победы Ли Кэюн принял приглашение на банкет от губернатора территории Бяньлян, Чжу Вэня, не подозревая, что тот готовит ловушку, чтобы убить военачальника.

## В ролях
| Актёр       | Роль                          |
| ----------- | ----------------------------- |
| Цзинь Хань  | 1-й генерал Ли Сыюань         |
| Ти Лун      | 11-й генерал Ши Цзинсы        |
| Лили Ли     | Цуйянь                        |
| Дэвид Цзян  | 13-й генерал Ли Цуньсяо       |
| Джеймс Нам  | 4-й генерал Ли Цуньсинь       |
| Вон Чун     | 12-й генерал Кан Цзюньли      |
| Ку Фэн      | Ли Кэюн                       |
| Чэнь Син    | Чжу Вэнь                      |
| Лоу Вай     | 3-й генерал Ли Цуньцзуй       |
| Пао Цзявэнь | 2-й генерал Ли Сычжао         |
| Лю Ган      | 5-й генерал Ли Цуньчжи        |
| Сун Юань    | 6-й генерал Ли Цунькэ         |
| Вон Пхуйкэй | 7-й генерал Ли Цуньцзинь      |
| Ван Гуанъюй | 8-й генерал Ли Цуньчжан       |
| Чань Чхюнь  | 9-й генерал Ли Цуньшэнь       |
| Лау Кавин   | 10-й генерал Ли Цуньшоу       |
| Боло Йен    | генерал Хуана Чао Мэн Цзюэхай |

## Съёмочная группа
- Компания: Shaw Brothers
- Продюсер: Шао Жэньлэн
- Режиссёр: Чжан Чэ
- Сценарист: Чжан Чэ, Ни Куан[кит.]
- Ассистент режиссёра: Лэй Куоккён, Гу Си
- Постановка боевых сцен: Тхон Кай[кит.], Лау Калён[кит.], Лау Кавин
- Художник: Джонсон Цао, Камбер Хуан
- Монтажёр: Цзян Синлун
- Дизайнер по костюмам: Лэй Кхэй
- Грим: Фан Юань
- Оператор: Гун Мудо
- Композитор: Ван Фулин[кит.]